# Liberté de religion en droit canadien

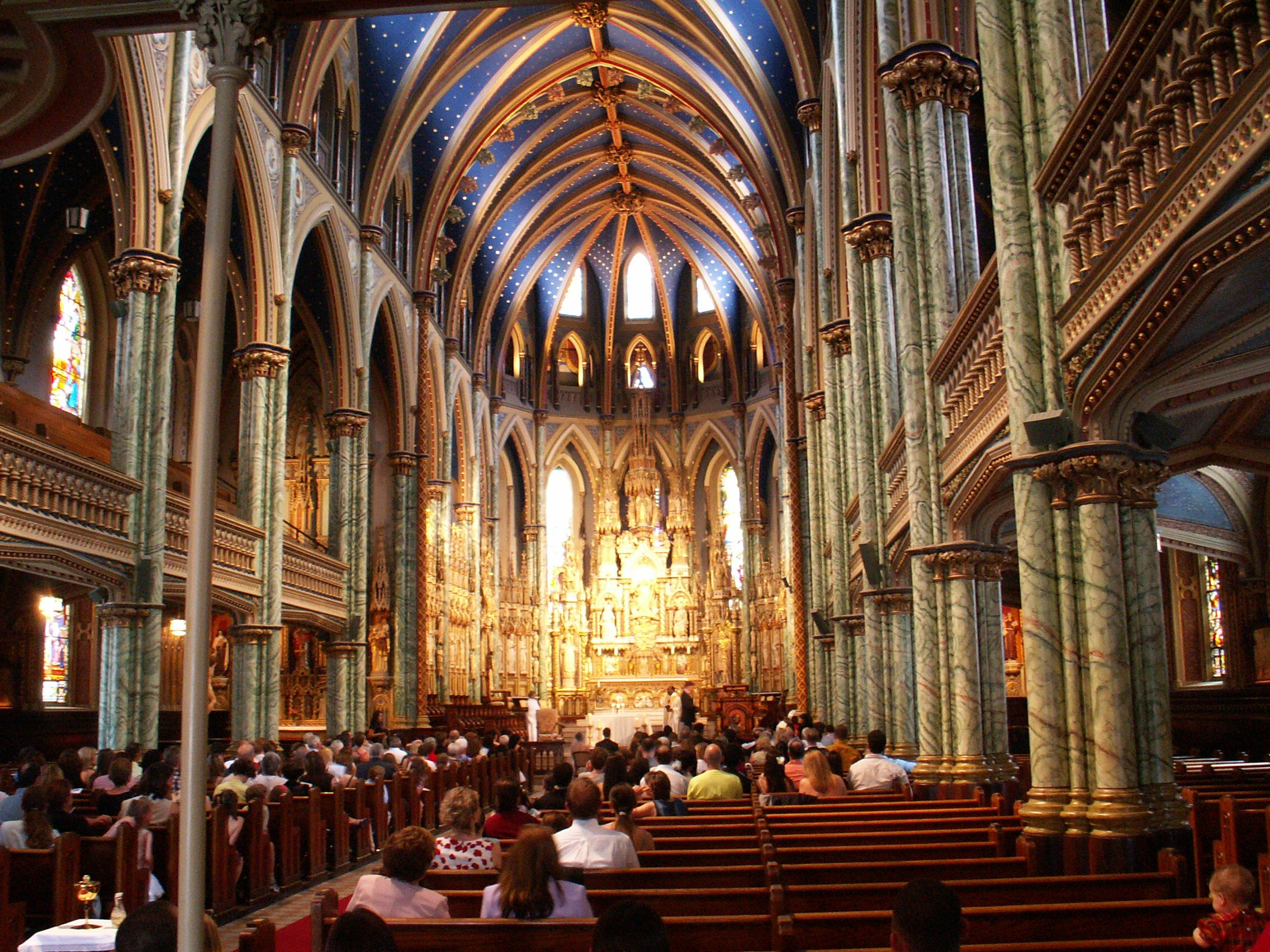
Intérieur de la basilique-cathédrale Notre-Dame d'Ottawa

En droit canadien, la liberté de religion est un droit protégé par la Constitution qui donne le droit aux croyants de se réunir et de pratiquer leurs religions sans limitation ni interférence.

## Historique
On peut tracer l'existence de la liberté de religion au Canada jusqu'en 1759, lorsque les Canadiens français catholiques romains obtiennent le droit de culte de la part des conquérants britanniques ; ce droit est confirmé par l'Acte de Québec en 1774. Plus tard, la Loi constitutionnelle de 1867 énonce des protections pour les écoles confessionnelles (qui sont confirmés à l'article 29 de la Charte). Des discussions sur la relation entre l'Église et l'État ont également le dans le cadre de l'affaire Guibord de 1874. En 1955, la Cour suprême a jugé, dans l'arrêt Chaput c. Romain concernant les Témoins de Jéhovah, que les religions différentes ont des droits, en se fondant sur la tradition et la primauté du droit (à cette époque, cet argument ne se fondait sur aucune règle de droit).
La liberté de religion est incluse plus tard dans la Déclaration canadienne des droits. Son efficacité est toutefois limitée. Lorsque les lois interdisant l'ouverture des commerces le dimanche, obligeant au respect du jour de culte chrétien, furent remises en cause dans R. c. Robertson and Rosetanni (1963), le juge Ritchie de la Cour suprême a jugé que les non-chrétiens perdaient tout simplement leur argent lorsque le droit de travailler le dimanche leur était nié, et qu'ils étaient autrement libres de croire et de pratiquer leurs propres religions.

## Charte canadienne des droits et libertés
L'Article 2 de la Charte canadienne des droits et libertés portant sur les « libertés fondamentales » stipule, entre autres, que toute personne a le droit  à la liberté de conscience et de religion. Il stipule également que tous les Canadiens ont le droit à la liberté de pensée, de croyances et d'opinions.
Bien que le préambule de la Charte canadienne des droits et libertés mentionne que le Canada est fondé sur des principes reconnaissant la suprématie de Dieu, cette portion du préambule n'a pas d'effets légaux puisque la jurisprudence dicte que cela entre en conflit de principe avec la liberté de conscience et de religion garantie par l'article 2 puisque cela désavantagerait ceux qui ont des croyances non-théistes ou polythéistes.
La liberté de religion sous la Charte fut examinée par la Cour suprême pour la première fois de façon sérieuse dans l'affaire. 

## Définitions dans la jurisprudence de la Cour suprême du Canada
R. c. Big M Drug Mart (1985) est un arrêt de principe en matière de liberté de religion dont la conséquence fut l'abolition des lois fédérales interdisant l'ouverture des commerces le dimanche.
Dans l'arrêt R. c. Edwards Books and Art Ltd., une loi ontarienne qui imposait la fermeture les commerces le dimanche est néanmoins constitutionnelle, car elle favorise le repos des travailleurs et enfin car elle accommode habilement ceux qui observent le culte le samedi. 
Dans la décision Alberta c. Hutterian Brethren of Wilson Colony, la Cour suprême traite de l'obligation pour les conducteurs huttérites d'être photographiés sur leur permis de conduire.  
Dans l'arrêt Syndicat Northcrest c. Amselem (2004), la Cour suprême a pondu une définition de la liberté de religion sous la Charte québécoise des droits et libertés de la personne en tenant compte du chevauchement avec l'article 2(a). La majorité a jugé que la liberté de religion comprend le droit aux pratiques religieuses si l'individu croit sincèrement que la pratique est liée à sa religion, peu importe si la pratique en question est considérée comme nécessaire par les autorités religieuses. Si la cour peut croire qu'un individu dit la vérité en affirmant qu'une pratique est liée à sa religion, la cour examine ensuite si la restriction de la liberté de religion est assez sévère pour bénéficier de la protection de l'article 2. La Cour a également affirmé que les croyances religieuses peuvent vaciller ; ainsi, les cours qui tentent de déterminer une croyance individuelle doivent garder à l'esprit qu'une croyance peut changer. 
À la suite de l'application de ce test dans l'arrêt Multani c. Commission scolaire Marguerite-Bourgeoys (2006), la Cour a jugé que la liberté de religion protège le droit d'un étudiant sikh non-violent de porter le kirpan (un poignard) à l'école.

## Au Québec
Au Québec, la liberté de religion est protégée par l'article 3 de la Charte des droits et libertés de la personne.

## Annexe